# Clara Bastiaans
Clara Helena Louisa Bastiaans (Haarlem, 22 januari 1860, Oisterwijk, 25 maart 1912) was een Nederlands organiste.
Ze werd geboren binnen het gezin van organist Johannes Gijsbertus Bastiaans en Margaretha Anna Elizabeth Brinck, die nog datzelfde jaar overleed. Ze kreeg muzieklessen van haar vader. Ze werd uiteindelijk organiste in de Hervormde Kerk te Oisterwijk, de plaats waar ze ook overleed.